# 裸腹菌属
裸腹菌属（学名：Gymnomyces）是红菇科下的一个属。

## 下属物种
本属包括以下物种：
- 柠檬黄裸腹菌 Gymnomyces citrinus
- 吉尔克裸腹菌 Gymnomyces gilkeyae
- 南京裸腹菌 Gymnomyces nanjingensis
- 罗杰斯裸腹菌 Gymnomyces rogersii